# Scotophaeus
Scotophaeus är ett släkte av spindlar som beskrevs av Simon 1893. Scotophaeus ingår i familjen plattbuksspindlar.

## Dottertaxa tillScotophaeus, i alfabetisk ordning[1][2]
- Scotophaeus aculeatus
- Scotophaeus affinis
- Scotophaeus afghanicus
- Scotophaeus arboricola
- Scotophaeus bersebaensis
- Scotophaeus bharatae
- Scotophaeus bifidus
- Scotophaeus blackwalli
- Scotophaeus brolemanni
- Scotophaeus cecileae
- Scotophaeus correntinus
- Scotophaeus crinitus
- Scotophaeus cultior
- Scotophaeus dispulsus
- Scotophaeus domesticus
- Scotophaeus fabrisae
- Scotophaeus faisalabadiensis
- Scotophaeus gridellii
- Scotophaeus hierro
- Scotophaeus hunan
- Scotophaeus insularis
- Scotophaeus invisus
- Scotophaeus jacksoni
- Scotophaeus jinlin
- Scotophaeus kalimpongensis
- Scotophaeus lamperti
- Scotophaeus lindbergi
- Scotophaeus madalasae
- Scotophaeus marleyi
- Scotophaeus mauckneri
- Scotophaeus merkaricola
- Scotophaeus meruensis
- Scotophaeus microdon
- Scotophaeus musculus
- Scotophaeus nanus
- Scotophaeus natalensis
- Scotophaeus nigrosegmentatus
- Scotophaeus nossibeensis
- Scotophaeus nyrensis
- Scotophaeus parvioculis
- Scotophaeus peninsularis
- Scotophaeus poonaensis
- Scotophaeus pretiosus
- Scotophaeus purcelli
- Scotophaeus quadripunctatus
- Scotophaeus rajasthanus
- Scotophaeus rebellatus
- Scotophaeus regularis
- Scotophaeus relegatus
- Scotophaeus retusus
- Scotophaeus rufescens
- Scotophaeus schenkeli
- Scotophaeus scutulatus
- Scotophaeus semitectus
- Scotophaeus simlaensis
- Scotophaeus strandi
- Scotophaeus tubicola
- Scotophaeus typhlus
- Scotophaeus validus
- Scotophaeus varius
- Scotophaeus westringi
- Scotophaeus xizang